# Stanisław Nocek
Stanisław Nocek (ur. 4 kwietnia 1955) – polski żużlowiec.
Sport żużlowy uprawiał w latach 1973–1980 w barwach klubów Motor Lublin (1973–1979) oraz Włókniarz Częstochowa (1980).
Brązowy medalista młodzieżowego drużynowego Puchar PZMot (Bydgoszcz 1976). Finalista młodzieżowych indywidualnych mistrzostw Polski (Opole 1976 – X miejsce). Trzykrotny finalista turniejów o "Srebrny Kask" (1974 – VI miejsce, 1975 – X miejsce, 1976 – XIV miejsce). Zdobywca I miejsca w memoriale im. Bronisława Idzikowskiego i Marka Czernego (Częstochowa 1980).